# Andrea Costa Imola Basket 2008-2009
L'Andrea Costa Imola Basket 2008-2009, sponsorizzata Aget Service, ha preso parte al campionato professionistico italiano di Legadue.

Ha disputato le proprie partite interne a Faenza, presso il PalaCattani.

## Risultati
- Legadue:
  - stagione regolare: 15º posto su 16 squadre (10 vinte - 20 perse);
    - retrocessa e ripescata in seguito al fallimento di Livorno.

## Roster
| Giocatori |
| --------- |

|    | Naz.                                     | Ruolo | Sportivo           | Anno | Alt. | Peso |  |
| -- | ---------------------------------------- | ----- | ------------------ | ---- | ---- | ---- |  |
| 8  | Italia (bandiera)                        | G     | Jacopo Valentini   | 1986 | 193  | 82   |  |
| 10 | Italia (bandiera)                        | P     | Michele Ferri      | 1985 | 191  | 75   |  |
| 12 | Stati Uniti (bandiera)                   | AC    | Joe Bunn           | 1975 | 196  | 105  |  |
| 14 | Argentina (bandiera) · Italia (bandiera) | P     | Juan Manuel Fabi   | 1982 | 191  | 79   |  |
| 15 | Italia (bandiera)                        | PG    | Gennaro Sorrentino | 1985 | 190  | 80   |  |
| 16 | Italia (bandiera)                        | A     | Federico Pugi      | 1985 | 206  | 98   |  |
| 17 | Italia (bandiera)                        | AC    | Fabrizio Righini   | 1978 | 202  | 99   |  |
| 19 | Italia (bandiera)                        | AC    | Matteo Canavesi    | 1986 | 204  | 95   |  |

| Staff tecnico               |
| --------------------------- |
| Allenatore: Massimo Bianchi |
| Assistente: Federico Fucà   |

| Giocatori acquisiti a stagione in corso |
| --------------------------------------- |

|   | Naz.                   | Ruolo | Sportivo                       | Anno | Alt. | Peso |  |
| - | ---------------------- | ----- | ------------------------------ | ---- | ---- | ---- |  |
| 7 | Stati Uniti (bandiera) | GA    | Mykal Riley dal 15 gennaio     | 1985 | 198  | 85   |  |
| 6 | Italia (bandiera)      | A     | Davide Bruttini dal 3 febbraio | 1987 | 201  | 100  |  |
| 9 | Lettonia (bandiera)    | G     | Sandis Valters dal 3 febbraio  | 1978 | 193  | 93   |  |

| Giocatori ceduti a stagione in corso |
| ------------------------------------ |

|    | Naz.                   | Ruolo | Sportivo                            | Anno | Alt. | Peso |  |
| -- | ---------------------- | ----- | ----------------------------------- | ---- | ---- | ---- |  |
| 16 | Stati Uniti (bandiera) | G     | Isaiah Swann fino al 23 gennaio     | 1985 | 188  | 85   |  |
| 13 | Danimarca (bandiera)   | AC    | Nicolai Iversen fino al 24 febbraio | 1980 | 205  | 105  |  |

Legaduebasket: Dettaglio statistico

## La stagione
Dopo la risoluzione del contratto con Alberto Martelossi, il 7 luglio 2008 la società presenta ai tifosi ed alla stampa il nuovo allenatore. È Massimo Bianchi, 53 anni, proveniente dalla Serie A1, dove ha allenato Teramo.

Il 28 luglio l'Assemblea dei soci conferma il Consiglio d'amministrazione uscente: Alberto Bordini (presidente), Claudio Bergamini, Luigi Darchini, Gian Piero Domenicali, Mauro Palmieri, Stefano Pucci e Giorgio Salvi.
Le prime giornate del campionato 2008/09 hanno un esito altalenante: il gruppo comunque è nuovo e i giocatori devono amalgamarsi.

Alla settima giornata Imola perde in casa il derby con Rimini (71-85) , ma si rifà nel turno successivo riportando il bilancio in perfetto equilibrio: 4 vittorie e 4 sconfitte.

Il 14 dicembre, dopo due vittorie consecutive, l'Andrea Costa è sorprendentemente al sesto posto.

Il 2009 comincia subito male: il 4 gennaio, in casa, Federico Pugi si infortuna al legamento collaterale del ginocchio. Comincia una serie negativa. Il 25 gennaio l'Andrea Costa rimedia la sconfitta più pesante della stagione: un -27 a Sassari che la condanna all'ultimo posto. La riscossa avviene la domenica successiva, contro Livorno.

A Pavia, in uno scontro diretto per la salvezza, Joe Bunn, dato per guarito dai medici, decide invece di non scendere in campo. Si crea un caso, il giocatore rischia il taglio ma viene graziato.
La squadra non riesce ad uscire dalle ultime posizioni in classifica. Una reazione d'orgoglio avviene in occasione del derby con Rimini, il 22 febbraio. Imola sbanca il Flaminio restando in corsa per la salvezza. La vittoria viene replicata a Roseto.

Dopo un passo falso con Jesi, l'Andrea Costa centra la vittoria contro la capolista Varese (22 marzo). Il calendario però non è favorevole agli imolesi, con due trasferte difficili, a Veroli (FR) ed a Casale Monferrato. Entrambe si concludono con due sconfitte; i romagnoli rimangono inchiodati alla penultima posizione.

Il campionato termina il 26 aprile con la sconfitta in casa, ormai ininfluente, contro Brindisi; Andrea Costa saluta la LegaDue e si prepara alla prossima stagione tra i Dilettanti.
A fine giugno per via della scomparsa del Basket Livorno, l'Andrea Costa Imola viene ripescata in Legadue per la stagione sportiva 2009-10.